# Panacca
Panacca is een geslacht van tweekleppigen uit de  familie van de Parilimyidae.

## Soorten
- Panacca africana (Locard, 1898)
- Panacca arata (Verrill & S. Smith [in Verrill], 1881)
- Panacca chilensis Coan, 2000
- Panacca locardi (Dall, 1903)
- Panacca loveni (Jeffreys, 1882)
- Panacca montana Krylova, 2006
- Panacca sumatrana Thiele & Jaeckel, 1931
- Panacca tasmanica (Hedley & May, 1914)
- Panacca trigona Sasaki & Okutani, 2007